# Solymar
Solymar is een stad in Uruguay, gelegen in het departement Canelones, 24 km ten oosten van Montevideo. De stad telt 15.908 inwoners (2004). Tegenwoordig maakt Solymar deel uit van de agglomeratie Ciudad de la Costa.
In de jaren 40 ontwikkelde het gebied zich tot een vakantiegebied voor de inwoners van Montevideo. Solymar heeft namelijk stranden aan de Río de la Plata. De eerste huizen in de stad waren dan ook vakantiehuizen, in het begin nog zonder stromend water en elektriciteit. Nu wonen er vooral forenzen die in Montevideo werken.